# Skępe (gmina)
Skępe (1932-54 gmina Skępe i gmina Narutowo) – gmina miejsko-wiejska w Polsce w województwie kujawsko-pomorskim, w powiecie lipnowskim. W latach 1975–1998 gmina administracyjnie należała do województwa włocławskiego.
Według danych z 30 czerwca 2004 gminę zamieszkiwało 7525 osób.

## Historia
Za Królestwa Polskiego gmina należała do powiatu lipnowskiego w guberni płockiej. 13 stycznia 1870 do gminy przyłączono pozbawione praw miejskich Skępe.
W okresie międzywojennym gmina należała do powiatu lipnowskiego w województwie warszawskim. 1 października 1932 roku z gminy Skępe wyłączono osadę Skępe i wieś Wymyślin, z których utworzono odrębną wiejską gminę o nazwie gmina Skępe. Pozostały obszar dotychczasowej gminy Skępe przemianowano na gminę Narutowo, zachowując jednak siedzibę władz w Skępem.
Gminę Skępe w pierwotnych granicach przywrócono w 1973 roku.

## Struktura powierzchni
Według danych z roku 2002 gmina Skępe ma obszar 179,23 km², w tym:
- użytki rolne: 50%
- użytki leśne: 35%

Gmina stanowi 17,65% powierzchni powiatu.

## Ochrona środowiska
Na terenie gminy znajdują się 2 rezerwaty przyrody:
- Rezerwat przyrody Przełom Mieni - krajobrazowy, chroni fragment doliny Mieni
- Rezerwat przyrody Torfowisko Mieleńskie - torfowiskowy, chroni zbiorowiska roślinności torfowiskowej o cechach naturalnych wraz z gatunkami reliktowymi (brzoza karłowata).

## Demografia

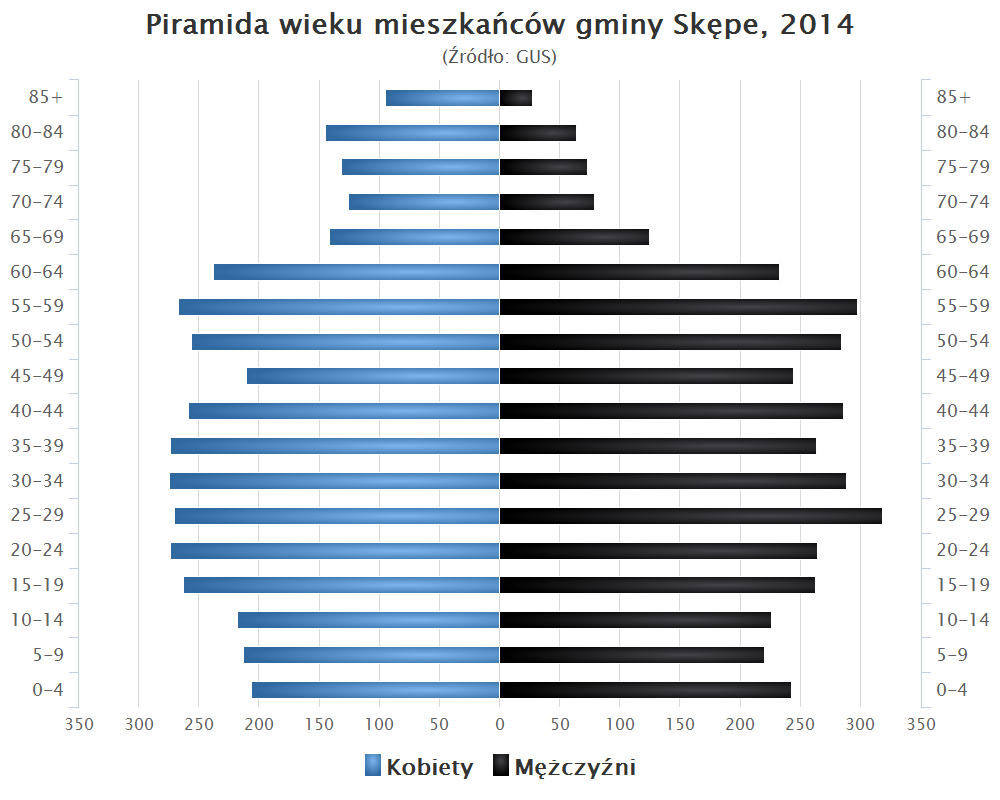
Piramida wieku mieszkańców gminy Skępe w 2014 roku

Dane z 30 czerwca 2004:
| Opis                              | Ogółem | Ogółem | Kobiety | Kobiety | Mężczyźni | Mężczyźni |
| --------------------------------- | ------ | ------ | ------- | ------- | --------- | --------- |
| jednostka                         | osób   | %      | osób    | %       | osób      | %         |
| populacja                         | 7525   | 100    | 3851    | 51,2    | 3674      | 48,8      |
| gęstość zaludnienia (mieszk./km²) | 42     | 42     | 21,5    | 21,5    | 20,5      | 20,5      |

## Zabytki
Wykaz zarejestrowanych zabytków nieruchomych na terenie gminy:
- nieczynny cmentarz ewangelicki z początku XX w. w miejscowości Boguchwała, nr 348/A z 29.06.1994 roku
- kapliczka Najświętszej Maryi Panny przy ul. Dobrzyńskiej w Skępem, nr A/1464 z 19.01.1998 roku
- zespół klasztorny bernardynów z 1498 w Skępem, obejmujący: kościół pod wezwaniem Zwiastowania Najświętszej Maryi Panny; klasztor z otoczeniem, nr 303 z 10.07.1954 roku
- zajazd „Pod Kasztanami” z początku XIX w. z oficyną; stajnią, przy ul. Klasztornej 38 w Skępem, nr 80/A z 07.06.1985 roku
- zespół dworski i folwarczny w Wiosce, obejmujący: dwór (zachowany częściowo); park z pierwszej połowy XIX w.; dom ogrodnika z magazynem; folwark: oborę; stajnię; gorzelnię z 1887; rządcówkę; spirytusownię z 1887; chlewnię; 2 domy mieszkalne; ogrodzenie, nr A/1387/1-12 z 03.12.1996 roku
- młyn szachulcowy z końca XIX w. w Żuchowie, nr 196/A z 31.12.1985 roku.

## Sąsiednie gminy
Chrostkowo, Lipno, Mochowo, Rogowo, Sierpc, Szczutowo, Tłuchowo, Wielgie